# Organisation des cadets du Canada

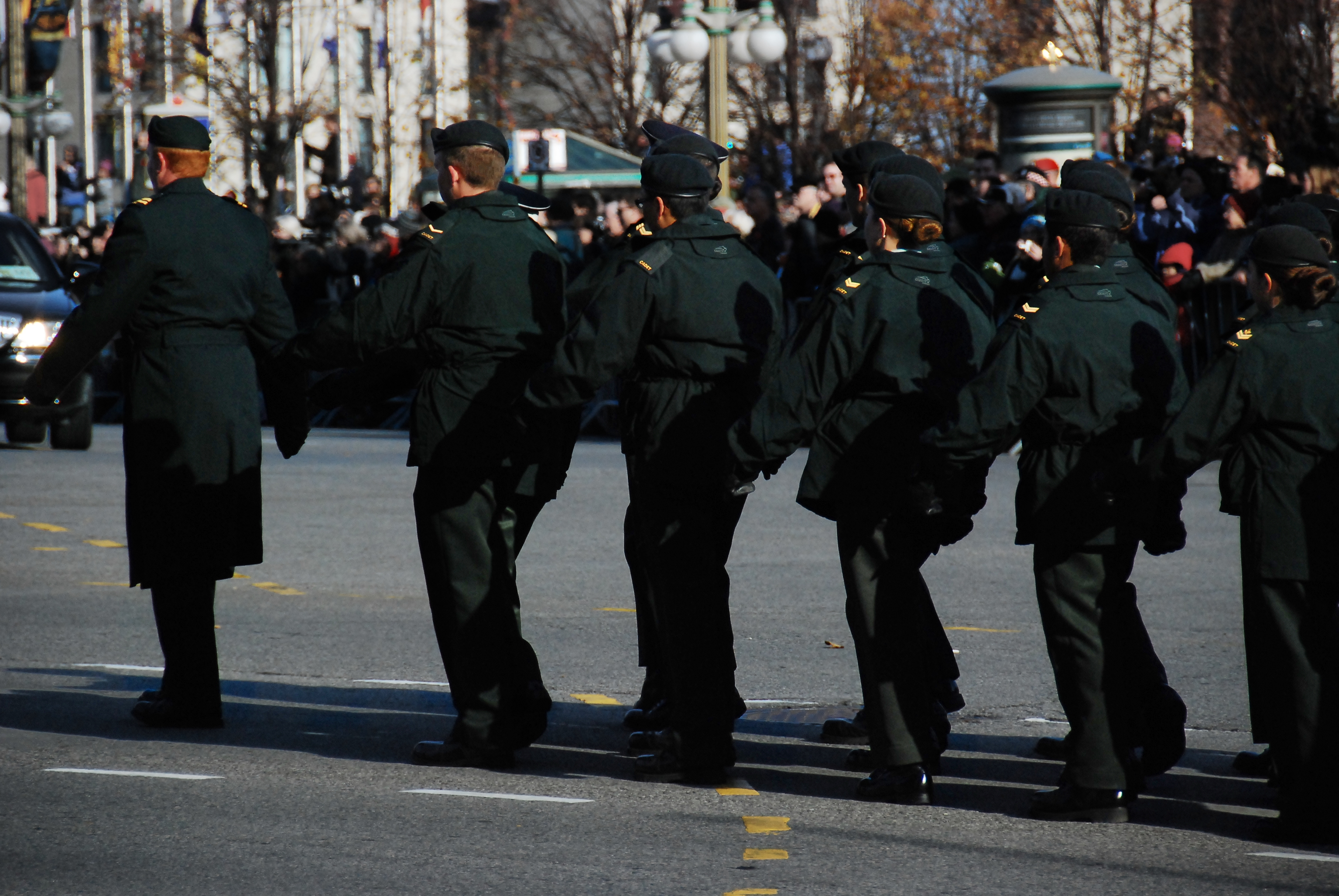
Cadets royaux de l'armée canadienne

L' Organisation des cadets du Canada (OCC) est la plus grande initiative jeunesse parrainée par le gouvernement du Canada par le biais du Ministère de la Défense nationale. Regroupant plus de 50 000 jeunes d'un océan à l'autre, les cadets sont supervisés par près de 5 000 officiers du Service d’administration et d’instruction pour les organisations de cadets (SAIOC). L'Organisation des cadets du Canada propose des activités enrichissantes à tous les jeunes canadiens âgés de 12 à 19 ans et constitue un mouvement à l'organisation paramilitaire. Le jeune intéressé par l'organisation peut s'inscrire dans l'une des 3 branches existantes, soit les cadets de l'Aviation, les cadets de la Marine et les cadets de l'Armée. Pour les régions nordiques, le gouvernement fédéral propose des activités jeunesse via les Juniors Rangers.
Bien que la structure de l'organisation soit intégrée dans celle du Ministère de la Défense nationale, l'OCC n'a aucune visée d'enrôlement ou de recrutement par le truchement de cette organisation. Il est important de mentionner que l'origine du Mouvement des cadets du Canada est tout autre ; les cadets de l'Aviation ont été créés en 1941 afin de permettre de former de jeunes pilotes pour ensuite procéder à leur enrôlement dès leur 16e anniversaire de naissance et les envoyer plus rapidement dans la force active. Le Mouvement s'est toutefois modernisé et a évolué en fonction des mœurs et des valeurs canadiennes, sans toutefois renier son passé. 
Aujourd'hui, le but des Cadets est de former de meilleurs citoyens, promouvoir la bonne forme physique et entretenir un intérêt dans la branche où le jeune évolue (Aviation, Marine, Armée). Des camps d'été en leadership, instruction, survie, éducation physique, musique, de pilotage, de voile et bien d'autres sont offerts gratuitement.